# Pokornyopsinae
De Pokornyopsinae zijn een onderfamilie van uitgestorven kreeftachtigen uit de klasse van de Ostracoda (mosselkreeftjes).

## Geslacht
- Pokornyopsis Kozur, 1974 †